# وارده
وارده (به ایتالیایی: Varedo) یک کومونه در ایتالیا است که در استان مونتزا و بریانتزا واقع شده‌است.

## خصوصیات
وارده ۴٫۸ کیلومترمربع مساحت و ۱۲٬۸۱۶ نفر جمعیت دارد و ۱۸۰ متر بالاتر از سطح دریا واقع شده‌است.